# Symonds Yat

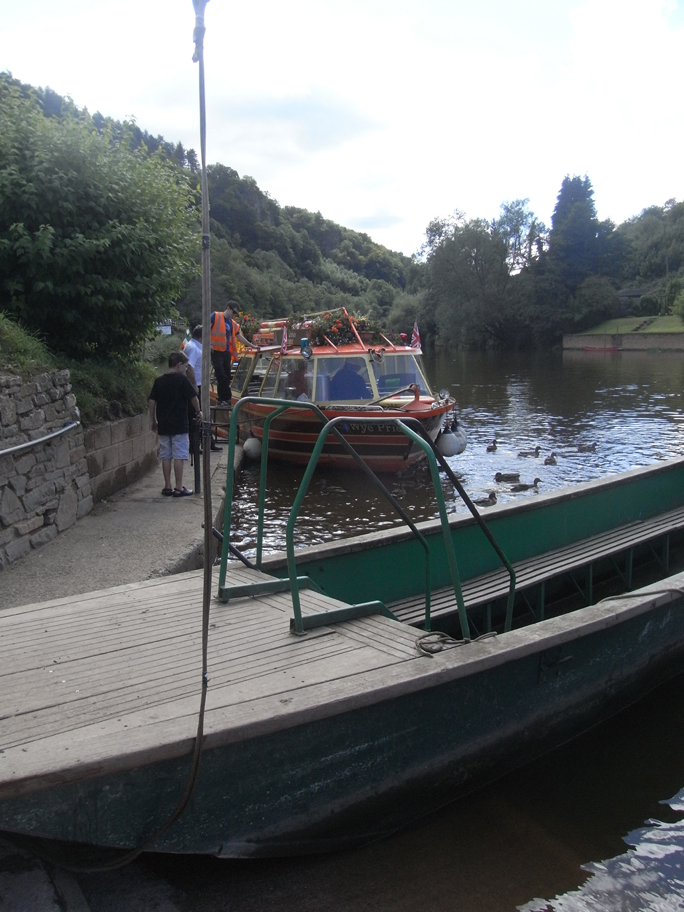
Kabelfähre und Bootstour (im Hintergrund)

Symonds Yat ist ein englisches Dorf im Wye Valley sowie Forest of Dean. Es liegt zu beiden Seiten des River Wye und ist daher eingeteilt in Symonds Yat East (Gloucestershire) und Symonds Yat West (Herefordshire). Über den Fluss führt eine von Hand gezogene Kabelfähre, welche sowohl Fußgänger als auch Fahrradfahrer transportiert.
Der Ort bietet mehrere Aktivitäten wie Wandern (von Symonds Yat East führt ein Fußweg zum über dem Dorf gelegenen Symonds Yat Rock, einem beliebten Aussichtspunkt über das Wye Valley), Campen, Kanu- und Kajakfahren (nahebei befinden sich die künstlich hergestellten Symonds Yat Rapids, Stromschnellen der Stärke 2) und Bootstouren sind möglich. Mehrere Hotels, Cafés und Pubs befinden sich auf beiden Seiten des Flusses.
Einen kurzen Spaziergang von Symonds Yat West entfernt Richtung Norden befindet sich ebenfalls der Ort Whitchurch, in welchem sich ein Labyrinth sowie ein Schmetterlingsgarten befinden.
Der Ort ist ebenfalls Teil des Wye Valley Walks, eines Langstreckenwanderwegs, welcher von der Quelle des Flusses in den Brecon Beacons zu seiner Mündung in den Mouth of Severn in Südwales führt.